# Bafing
Le Bafing (ou Baffing) est une rivière de la Guinée et du Mali qui conflue avec le Bakoye pour donner naissance au fleuve Sénégal.

## Géographie

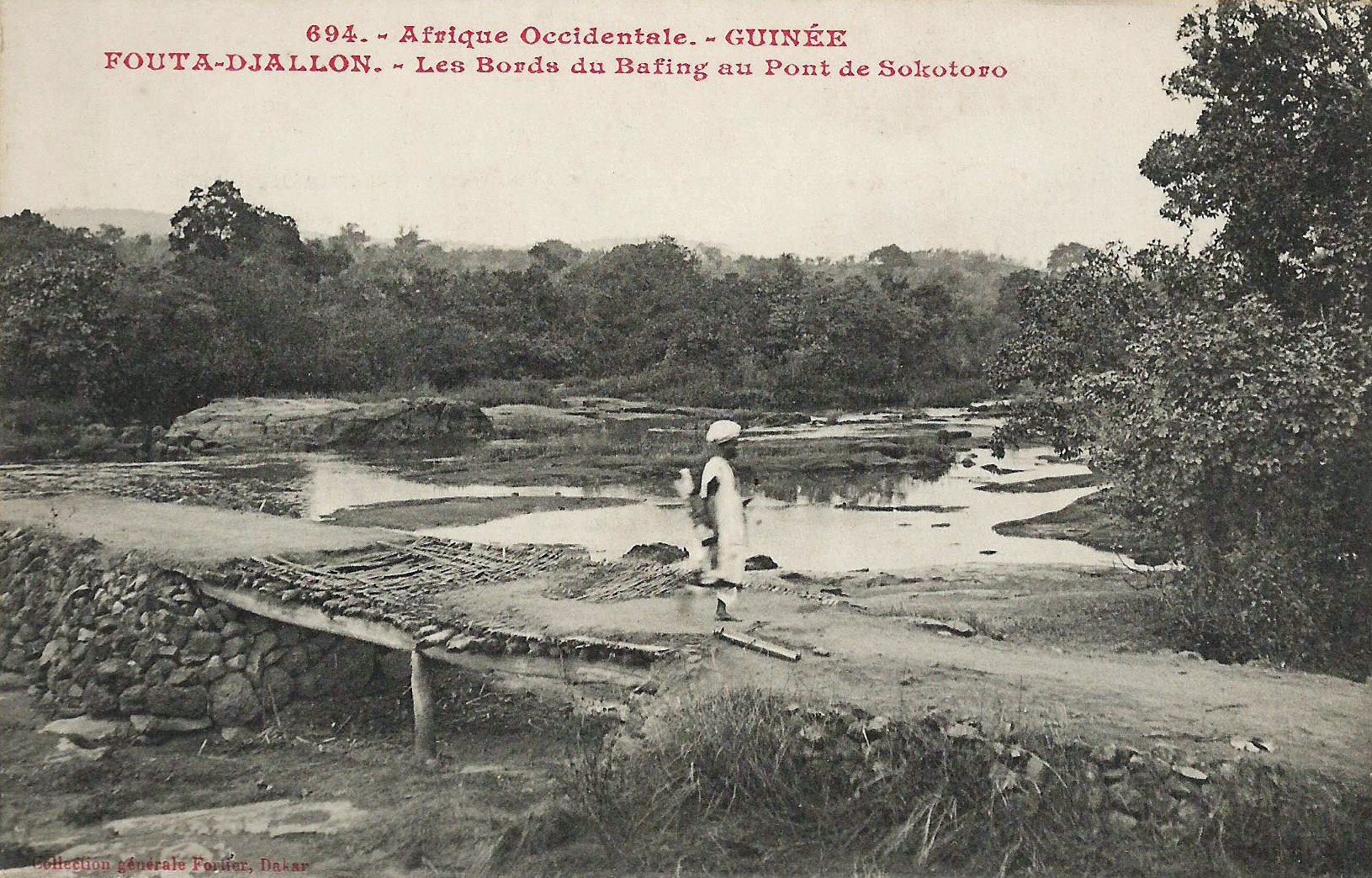
Les bords du Bafing au pont de Sokotoro (Fouta-Djalon, Guinée).

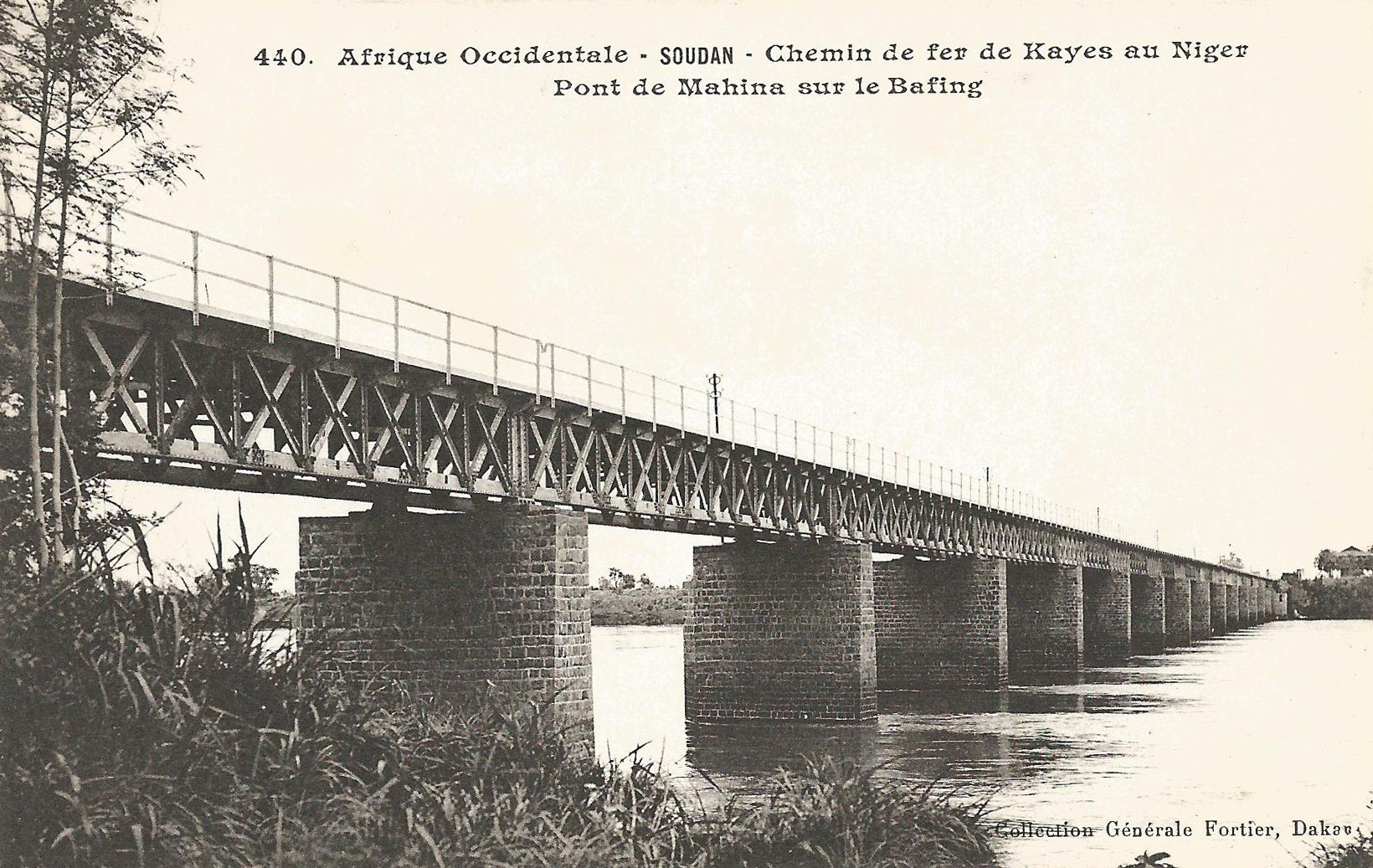
Pont sur le Bafing à Mahina (Mali).

Le Bafing est considéré comme la partie supérieure du fleuve Sénégal, avant sa confluence avec le Bakoye qui le rejoint en rive droite à Bafoulabé, dans la région de Kayes, au Mali occidental.
Le Bafing est également appelé « Rivière Noire » par opposition au Bakoye, nommé « Rivière Blanche ».
Il naît en Guinée sur les hauteurs du Fouta-Djalon, entre Mamou et Dalaba, à une altitude de 1 537 mètres et parcourt plus ou moins 500 kilomètres avant de devenir le fleuve Sénégal. Sa direction générale est sud-nord.

## Hydrométrie - Les débits à Dibia
Le débit de la rivière a été observé pendant 40 ans (1951-1990) à Dibia, localité du Mali située à une centaine de kilomètres de sa confluence avec le Bakoye à Bafoulabé.
À Dibia, le débit annuel moyen ou module observé sur cette période a été de 332 m3/s pour une surface prise en compte de plus ou moins 30 235 km2, soit plus de 90 % du bassin versant de la rivière.
La lame d'eau écoulée dans le bassin atteint ainsi le chiffre de 347 millimètres par an.
Le Bafing est un cours d'eau très bien alimenté, mais fort irrégulier. Le débit moyen mensuel observé en mai (minimum d'étiage) atteint 16,6 m3/s, soit 76 fois moins que le débit moyen du mois de septembre, ce qui montre une irrégularité saisonnière importante. Sur la durée d'observation de 40 ans, le débit mensuel minimal a été de 0 m3/s (cours d'eau totalement à sec), tandis que le débit mensuel maximal s'élevait à 2 529 m3/s.

## Équipement
De 1895 à 1898 est construit, près de la ville de Mahinady, le pont de chemin de fer conçu par l'ingénieur Gustave Eiffel.
Au Mali, le barrage hydroélectrique de Manantali a été construit sur le Bafing.

## Environnement
Le Parc national du Moyen-Bafing a été créé en 2017, la surface protégée est de 6 426 km2.